# Reasonable Doubt (2014)
Reasonable Doubt (englisch für „Begründete Zweifel“; Alternativtitel: Auf falscher Fährte) ist ein kanadischer Thriller, der vom britischen Filmregisseur Peter Howitt (unter dem Pseudonym Peter P. Croudins) nach einem Drehbuch von Peter A. Dowling inszeniert wurde. Dominic Cooper, Samuel L. Jackson, Erin Karpluk, Gloria Reuben und Ryan Robbins spielen die Hauptrollen.

## Handlung
Chicago: Dem Staatsanwalt Mitch Brockden geht es gut. Er ist verheiratet und lebt in einem ansehnlichen Haus der Mittelklasse. Seine Frau hat gerade ein Baby zur Welt gebracht und seine Karriere ist in den richtigen Bahnen. In seinen Plädoyers ist Brockden gegenüber Straftätern unnachgiebig und er ist stolz darauf, bisher keine Fälle verloren zu haben. Brockden ist vor allem stolz darauf, sich aus dem armen Stadtteil Riverdale in South Chicago herausgearbeitet zu haben. Seinen ehemals drogensüchtigen Halbbruder Jimmy Logan verleugnet er – weder hat er seiner Frau von dessen Existenz erzählt, noch gab er ihn bei seiner Bewerbung für die Staatsanwaltschaft an.
Nach einer Sauftour mit Kollegen plant er zunächst, mit dem Taxi heim zu fahren, steigt aber dann doch in sein Auto, weil er gemerkt hat, dass sich zwielichtige Gestalten daran zu schaffen machen wollten. Als sich hinter ihm ein Polizeiwagen mit Sirene bemerkbar macht, wird er nervös und fährt abrupt in eine Seitenstraße. Während er zurückblickend beobachtet, dass die Polizei geradeaus weiter fährt, erfasst sein Wagen einen Mann, der schwerverletzt hinter seinem Wagen liegenbleibt. Brockden will zunächst mit dem Handy Hilfe rufen, sieht darauf aber das Bild von Frau und Kind und bekommt aus Schuldbewusstsein Angst, da er betrunken gefahren ist. Daher ruft er von einer Telefonzelle aus anonym die Polizei, die Hilfe schicken soll. Obwohl der schwerverletzte Mann ihn anbettelt, ihn nicht alleinzulassen, entfernt sich Brockden aus Feigheit doch vom Unfallort. Davor hatte er aus Versehen einen Stapel Visitenkarten über dem Mann ausgeschüttet. Die Visitenkarten rafft er hastig zusammen und fährt dann nach Hause, wo er den Wagen wäscht und seine Kleidungsstücke entsorgt.
Am nächsten Morgen erfährt er, dass die Polizei die Leiche des angefahrenen Mannes im Kleintransporter eines Handwerkers gefunden habe. Der Handwerker, Clinton Davis, ist ein mittelalter Afroamerikaner, dessen Familie vor einiger Zeit ermordet wurde. Detective Blake Kanon teilt Brockden mit, dass die tödlichen Verletzungen von Davis stammen könnten und dass man ihn vielleicht noch mit anderen unaufgeklärten Morden in Verbindung bringen könnte. Brockden ist einerseits zu feige, um seine Fahrerflucht zu gestehen, andererseits ist er schockiert, dass mit Davis ein Unschuldiger verurteilt werden könnte. Er beschließt, die Anklage zu übernehmen und den Fall absichtlich zu verlieren. Seine Prozessführung ist fahrig und sichert Davis die Sympathien der Jury. Das Tonband mit dem Anruf Brockdens wird abgespielt und die Stimme wird Brockdens Halbbruder Jimmy zugeordnet. Das Gericht ist davon überzeugt, dass Davis den Mann aufgelesen habe, um ihn zum Krankenhaus zu bringen und dass die Verletzungen durch den Autounfall verursacht wurden. Vor dem Gerichtsgebäude gratuliert Brockden Davis zu dessen Freispruch. Während des Gesprächs gewinnt Brockden den Eindruck, dass Davis mehr wisse, als er zugibt.
Aus reiner Neugier sieht sich Brockden den Ort des Unfalls noch einmal an. Dabei erinnert er sich wieder an die Nacht des Geschehens, das Flehen des Verletzten, ihn nicht alleine zulassen und sein Gefühl, damals aus einer Seitengasse aus beobachtet worden zu sein, da er ein Geräusch hörte. Er untersucht die Seitengasse und stellt wegen zweier Angewohnheiten Clintons beim Rauchen fest, dass dieser zu seinem Entsetzen dort gewesen sein muss. Aufgrund dieser Indizien wird ihm jetzt bewusst, dass Davis das Unfallopfer – einen vorbestraften Kinderschänder – offensichtlich gefoltert habe und dieser in Panik vor Davis geflohen und Brockden vors Auto gerannt war. Nach Brockdens Fahrerflucht habe Davis vollendet, den Mann zu töten.
Brockden beginnt auch wegen der anderen unaufgeklärten Mordfälle zu ermitteln. Davis bricht in seine Garage ein und nimmt mit ihm Kontakt auf. Dabei gibt er unverhohlen zu, der Mörder zu sein. Er sehe aber kein Risiko, geschnappt zu werden. Einerseits fühle er sich durch den Strafklageverbrauch geschützt, andererseits habe er noch ein belastendes Beweismittel gegen Brockden: eine blutverschmierte Visitenkarte Brockdens, die dieser am Tatort übersehen habe. Brockden fordert er auf, ihn in Ruhe zu lassen oder er lasse ihn auffliegen und bringe dessen Familie um.
Als Brockden trotzdem weiterermittelt, merkt er, dass Davis seine Opfer in Selbsthilfegruppen für ehemalige Straftäter, die auf Bewährung freikamen, findet. Diejenigen, von denen Davis überzeugt ist, rückfällig zu werden, ermordet er. 
Brockden trifft sich mit seinem Halbbruder Jimmy, wodurch der Zuschauer erahnt, dass Jimmy eingeweiht war und sich daher als der anonyme Anrufer bekannt hat. Als Jimmy Davis beschattet, während Brockden in dessen Haus einbricht, um Beweise zu suchen, telefonieren die beiden und Jimmy beschreibt seinen nahegelegenen Standort. Brockden bekommt bei dem Anruf mit, wie Jimmy von Davis niedergeschlagen und verschleppt wird. Während Brockden seinem Halbbruder zu Hilfe eilen will, prügelt Davis diesen ins Koma, und ruft selber die Polizei. Vorher platzierte er Werkzeuge aus Brockdens Garage am Tatort, so dass die Polizei den dort festgenommenen Brockden für den Täter hält. Dieser gesteht seine Fahrerflucht und überwältigt einen Polizisten, nachdem er von Davis einen fingierten Anruf erhält, in dem dieser seine Familie bedroht. Er kann aus der Haft fliehen und eilt nach Hause, wo Davis gerade versucht, Brockdens Frau zu ermorden. Hier kommt es zum Showdown: Davis gesteht die Morde und sagt, dass er einst seine Familie durch einen Straftäter verlor und jetzt einen Rachefeldzug führe. Als er gerade Brockdens Frau töten will, erschießt ihn Detective Kanon.
In der Schlussszene sieht man Jimmy und das Ehepaar Brockden vor dessen Haus. Beide Männer haben sich von ihren Verletzungen weitgehend erholt und Brockden stellt Jimmy als seinen Bruder vor.

## Hintergrund
Die Produktion des Films begann am 19. November 2012. Die Dreharbeiten fanden unter anderem im kanadischen Winnipeg statt. Einige Szenen wurden auch in Chicago gedreht. Die Dreharbeiten dauerten insgesamt 27 Tage. In den Vereinigten Staaten veröffentlichte Lionsgate den Film am 17. Januar 2014. Die internationalen Vertriebsrechte lagen bei Voltage Pictures. In Deutschland erschien Reasonable Doubt am 17. April 2014 direkt auf DVD und Blu-ray.

## Rezeption
Reasonable Doubt erhielt überwiegend negative Kritiken. Bei Rotten Tomatoes waren nur zwei der neun Kritiken positiv, bei Metacritic erhielt der Film einen Metascore von 19/100, basierend auf fünf Rezensionen.